# Шеста приморско-горанска бригада
Шеста приморско-горанска бригада НОВЈ (позната и под именима: Прва бригада Пете оперативне зоне НОВ и ПОХ и Прва бригада 13. дивизије НОВЈ) формирана је 12. октобра 1942. године у селу Дрежници код Огулина од 1. и 2. ударног батаљона, батаљона „Марко Трбовић” и „Љубица Геровац” Првог приморско-горанског партизанског одреда. Састојала се од четири батљона са 1147 бораца. Била је под командом Пете оперативне зоне, а од 22. новембра 1942. била је у саставу Осме дивизије НОВЈ. Од 11. децембра 1942. поновно је била под командом Пете оперативне зоне.

## Борбени пут бригаде

### 1942.
Бригада је 14. октобра напала италијанску колону код Кланца (близу Бриња), и нанела јој губитке од око 100 погинулих и рањених; 27. октобра уништила је транспортни воз код Љубошине (близу Огулина); 4. новембра заузела је Модруш и у рејону Личке Јесенице уништила теретни воз на прузи Карловац-Госпић; 7. новембра је између Гомирја и Хрељина напала италијански транспорт; 20. новембра код Рапаиног Кланца уништила је италијанско-четничку колону; 27. новембра ослободила је Северин на Купи и заробила усташко-домобранску посаду од 70 војника. Крајем новембра вратила се у Дрежницу и са Четрнаестом приморско-горанском бригадом 9. децембра заузела Гомирје, које је бранило око 500 четника и италијанских војника, а притом убијено и заробљено 203 непријатељска војника; тиме је био задат одлучан ударац четничкој организацији у том крају. Јединице бригаде су затим 17. децембра напале и заузеле Равну Гору, где је заробљено 150 усташа и заплењена велика количина ратног материјала. Бригада је у току децембра успешно дејствовала на железничкој прузи Огулин-Сушак. Тада се слободна територија Горског котара и Хрватског приморја простирала између Краљевице, Фужина, Врбовског, Плашког, Сења и морске обале.

### 1943.
У првој половини јануара 1943. године, бригада је садејствовала Осмој дивизији НОВЈ у чишћењу четника у Плашћанској долини, а потом је за време непријатељске операције Вајс 20. јануара порушила пругу Карловац-Огулин-Сушак, 23. јануара водила тешке борбе код Вељуна против 7. СС дивизије „Принц Еуген”, којој је нанела значајне губитке, а затим и код Личке Јесенице, Плашког, Војнића, Крњака, Коренице, Пријебоја и обронцима Пљешевице. Од 1. до 8. априла садејствовала је јединицама Шесте личке дивизије НОВЈ у ослобођењу Гацке долине. У другој половини априла ушла је у састав новоформиране Тринаесте приморско-горанске дивизије НОВЈ, а 17. маја преименована је у Прву бригаду 13. дивизије НОВЈ. Крајем априла била је упућена у сектор Босиљева ради садејствовања јединицама Друге оперативне зоне НОВ и ПО Хрватске, а од краја јуна учествовала у одбрани слободне територије Лике и Брињске котлине. После капитулације Италије септембра 1943. водила је четверодневне борбе с јединицама италијанске дивизије „Мурђе” у рејону Сења и учествовала у њеном разоружавању. У другој половини септембра извршила је десант на острва Крк и Црес и ослободила их, а 25. септембра и десант на Лошињ, где је после дводневне борбе свладала отпор 500 четника (МВАЦ), од чега је њих 265 било заробљено. После ослобођења Лошиња вратила се на копно и садејствовала Другој бригади 13. дивизије НОВЈ у ослобођењу Карлобага и околине. Почетком октобра садејствовала је Шестој дивизији НОВЈ у нападу на Госпић и при ослобођењу околних села, а потом учествовала у борбама око Мркопља, Јасенка, Делница и Брода на Купи. Дејствовала је и на прузи Огулин-Сушак. Половином новембра била је пребачена у Хрватско приморје ради одбране слободне територије. 

### 1944. и 1945.
У 1944. години истакла се ослобођењем Новог Винодолског 1. фебруара 1944, у борбама са деловима немачке 392. легионарске дивизије код Тужевића, Кривог Пута, Алана и Жуте Локве у фебруару, између Прокика и Бриња у марту, у нападу на Босиљево 26. априла, у одбрани слободне територије у Горском котару у мају, у борбама око арловца, Делница и Цриквенице у јуну, затим 30. јуна код Босиљева и у ослобођењу Дрежнице 13. јула. У међувремену је 6. маја у луци Омишаља на Крку летећа ударна група бригаде потопила немачки пароброд „Плав”, а посаду заробила.
Крајем јуна бригада је у сасом саставу имала: 4 батаљона, пратећу чету, чету за везу, извиђачки и сантиетски вод, вод ловаца тенкова и летећу ударну групу, с укупно 1298 бораца наоружаних са 725 пушака, 45 аутомата, 45 пушкомитраљеза, 9 митраљеза, 6 минобацача, 1 противтенковским топом и 107 пиштоља.
Од августа до октобра 1944. године, дејствовала је у захвату комуникација Огулин-Бриње-Сењ-Краљевица и Огулин-Сушак, а потом до марта 1945. у Лици. У завршним операцијама за ослобођење, учествовала је у ослобођењу Лике, Хрватског приморја, Горског котара и дела Словеније.